# Наро-Фоминск
Наро-Фоминск (рус. Наро-Фоминск) град је у Русији у Московској области налази се на реци Нари, 70 km (43 mi) југозападно од Москве. Према попису становништва из 2010. у граду је живело 64.640 становника.

## Историја
Прво помињање села Фомински на реци Нари датира из 1339. године - у духовном тестаменту Ивана Калите. Наполеонова инвазија на Русију прошла је кроз Фоминскоје по одласку из Москве 1812. године. Основано је 1840. године као село придружено фабрици предионице и ткања. Модерни Наро-Фоминск је успостављен као урбано насеље као резултат спајања села Фоминскоје и Малаја Нара 1925. године. 1926. године добија статус града. У јесен 1941. године, током напада немачких трупа на Москву по плану Тајфун, Наро-Фоминск се нашао на правцу главног напада. Од 17. октобра 1941. године град је био изложен жестоким бомбардовањима. 21. октобра 1941. јединице 4. армије приближиле су се центру Наро-Фоминске армијске групе и сутрадан заузеле западни део града. Борбе за град су трајале 66 дана, све док га 26. децембра 1941. нису ослободиле јединице 33. армије генерала М. Г. Ефремова. У послератном периоду град је постао познат по производњи свиле. Наро-Фоминск је био један од првих који је успоставио производњу болоњске тканине. Данас је Наро-Фоминск модеран град у развоју са богатом историјом и великим економским потенцијалом.
Превоз
Пруга Москва - Кијев пролази кроз град.
- Биста маршала Жукова у администрацији
- Бобрујски трг
- перинатални центар

## Војска
Град је дом Четврте ГардијскЕ Кантемировске дивизије, део Западног војног округа.

## Становништво
Према прелиминарним подацима са пописа, у граду је 2010. живело 64.640 становника, 5.835 (8,28%) мање него 2002.
| 1939.  | 1959.  | 1970.  | 1979.  | 1989.  | 2002.  | 2010.  |
| ------ | ------ | ------ | ------ | ------ | ------ | ------ |
| 31.613 | 35.419 | 48.651 | 55.858 | 58.292 | 70.475 | 64.665 |

## Градови побратими
- Бабрујск, Белорусија
- Даугавпилс, Летонија